# Stazione di Borgaro
La stazione di Borgaro è una stazione ferroviaria situata della ferrovia Torino-Ceres, a servizio del comune di Borgaro Torinese, nella città metropolitana di Torino, e della vicina Reggia di Venaria Reale.
Precedemente gestita dal Gruppo Torinese Trasporti (GTT), dal 1 gennaio 2024 è gestita da Rete Ferroviaria Italiana (RFI).

## Storia
Originariamente era solamente una fermata secondaria, costruita nel 1871 secondo il progetto dell'ingegner Gaetano Capuccio.

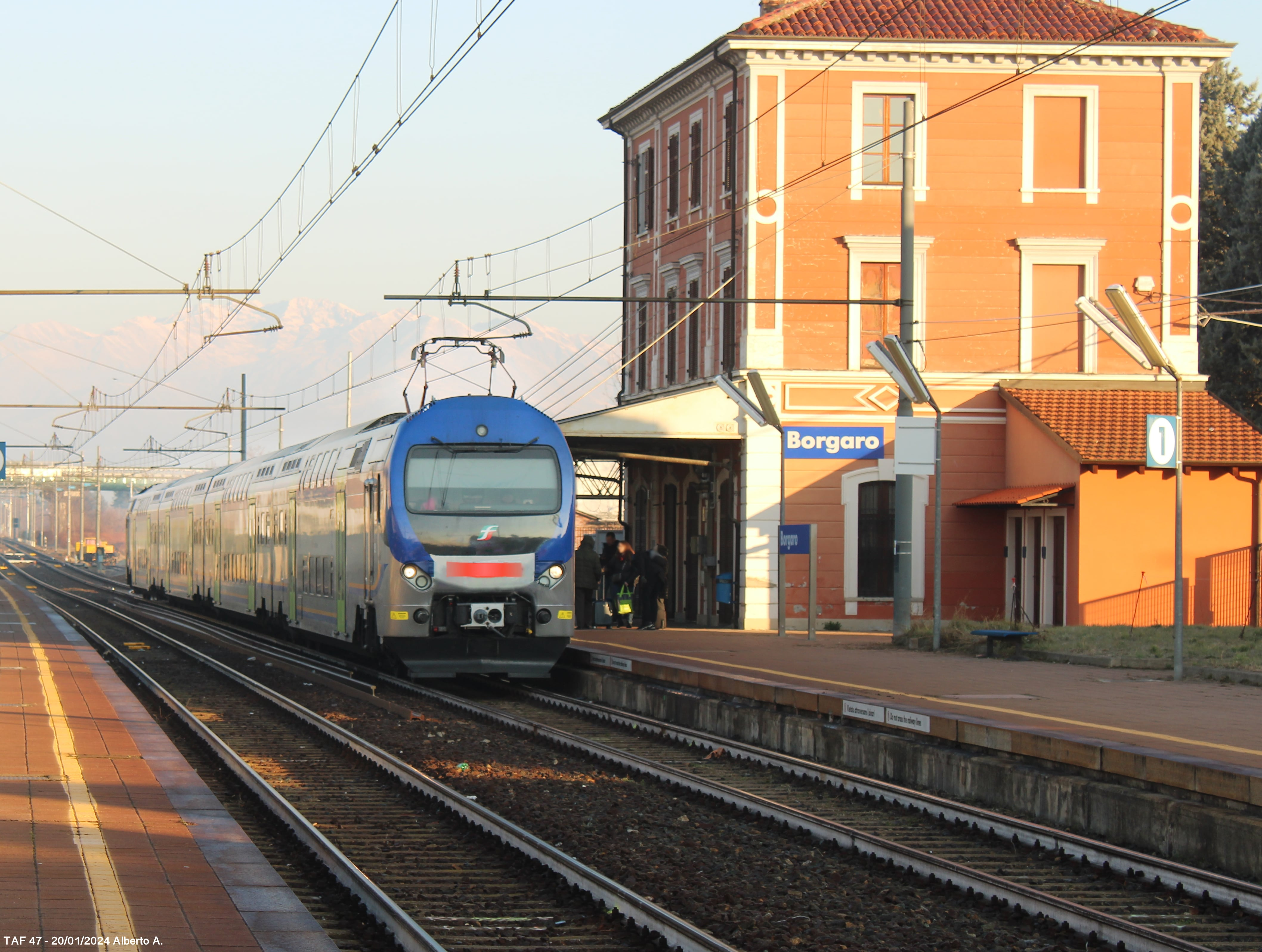
TAF 47 sulla linea 7

L'edificio ha il corpo principale a tre piani fuori terra, tetto a falde con struttura in legno e rivestimento in coppi mentre la struttura dell'edificio è in mattoni; addossata al fabbricato viaggiatori c'è una pensilina a falda unica in acciaio con rivestimento di lamiera.

## Strutture e impianti
La stazione ha 2 binari, più un piazzale per la sosta dei carri.

## Servizi
La stazione dispone di:
- Biglietteria automatica
- Servizi igienici

## Movimento
La stazione fino all'estate 2023 era servita dai treni operati da GTT in servizio sulla vecchia linea SFM A del Servizio ferroviario metropolitano di Torino. Dalla sua riapertura, avvenuta il 20 gennaio 2024, è servita da treni regionali in servizio sulle linee SFM 4 e SFM 7 del Servizio ferroviario metropolitano di Torino, operati da Trenitalia nell'ambito del contratto di servizio stipulato con la Regione Piemonte. Dal 15 dicembre 2024, nella stazione fermano anche i treni della linea SFM 6 da Asti.

## Interscambi
La stazione è servita da bus urbani ed extraurbani.